# باغ‌های تروکادرو
باغ‌های تروکادرو (انگلیسی: Jardins du Trocadéro) (تلفظ در فرانسوی: [ʒaʁdɛ̃ dy tʁɔkadeʁo]; Gardens of the Trocadéro) فضای عمومی مربوط به منطقه ۱۶ پاریس، در فرانسه است. این منطقه توسط  رود سن از جنوب، کاخ شایو و پونت دینا از شمال‌غربی و برج ایفل از سمت مخالف رود سن احاطه شده است.

## تاریخچه

یک نقشه از باغ‌های تروکادرو

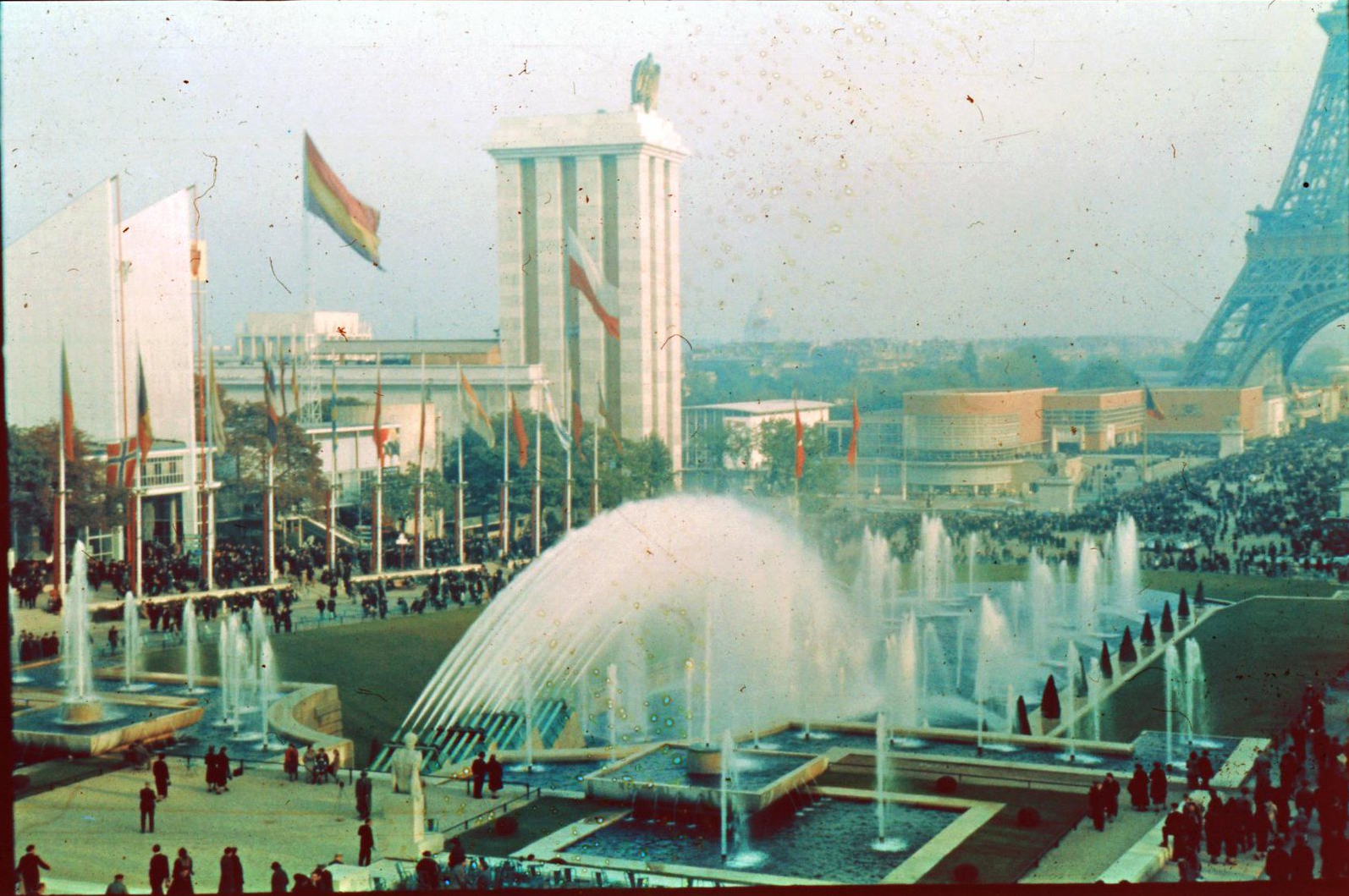
باغ‌های تروکادرو و آب‌نمای ورشو با برج ایفل در پس زمینه در نمایشگاه جهانی ۱۹۳۷ در پاریس

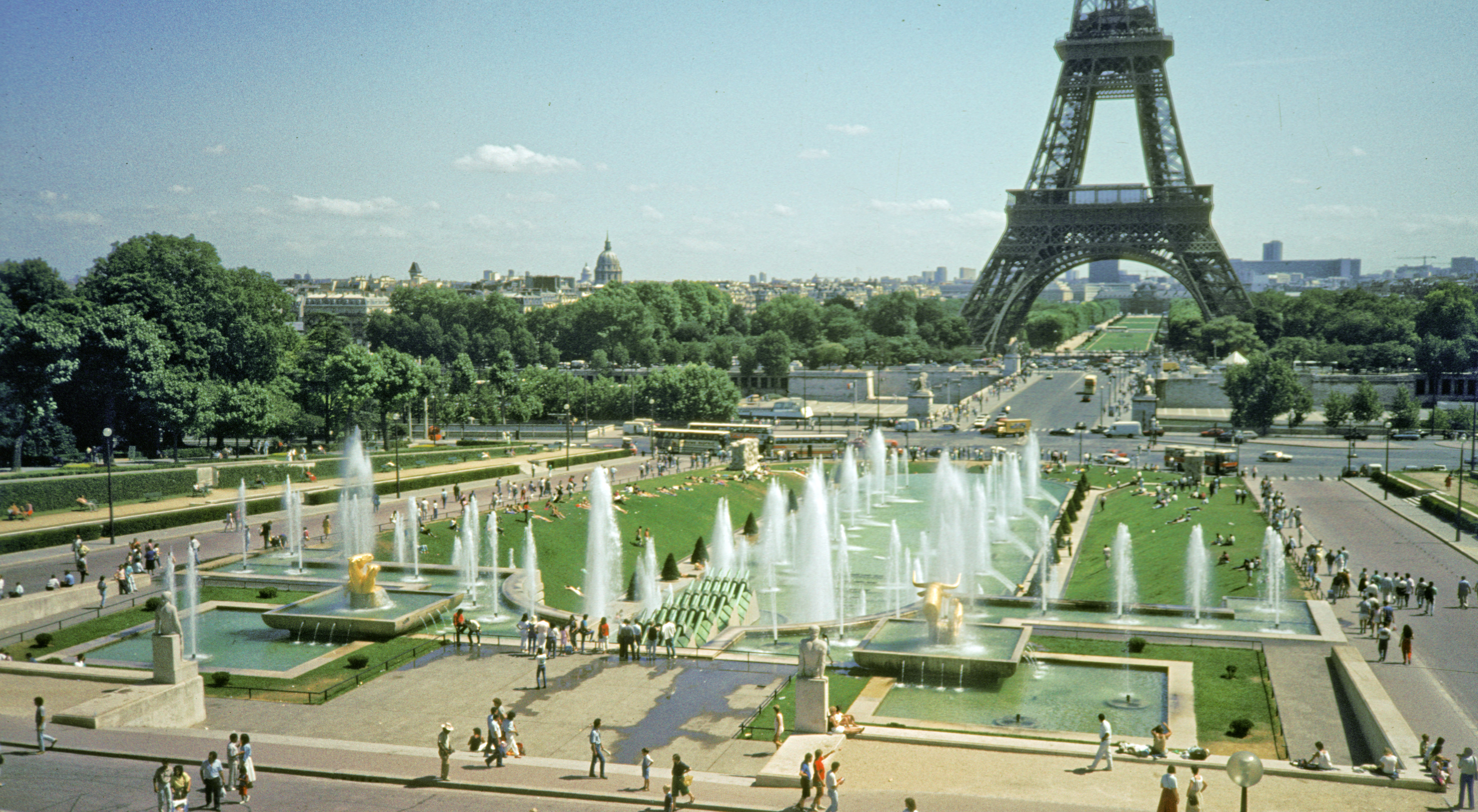
باغ‌های تروکادرو با پس‌زمینه برج ایفل

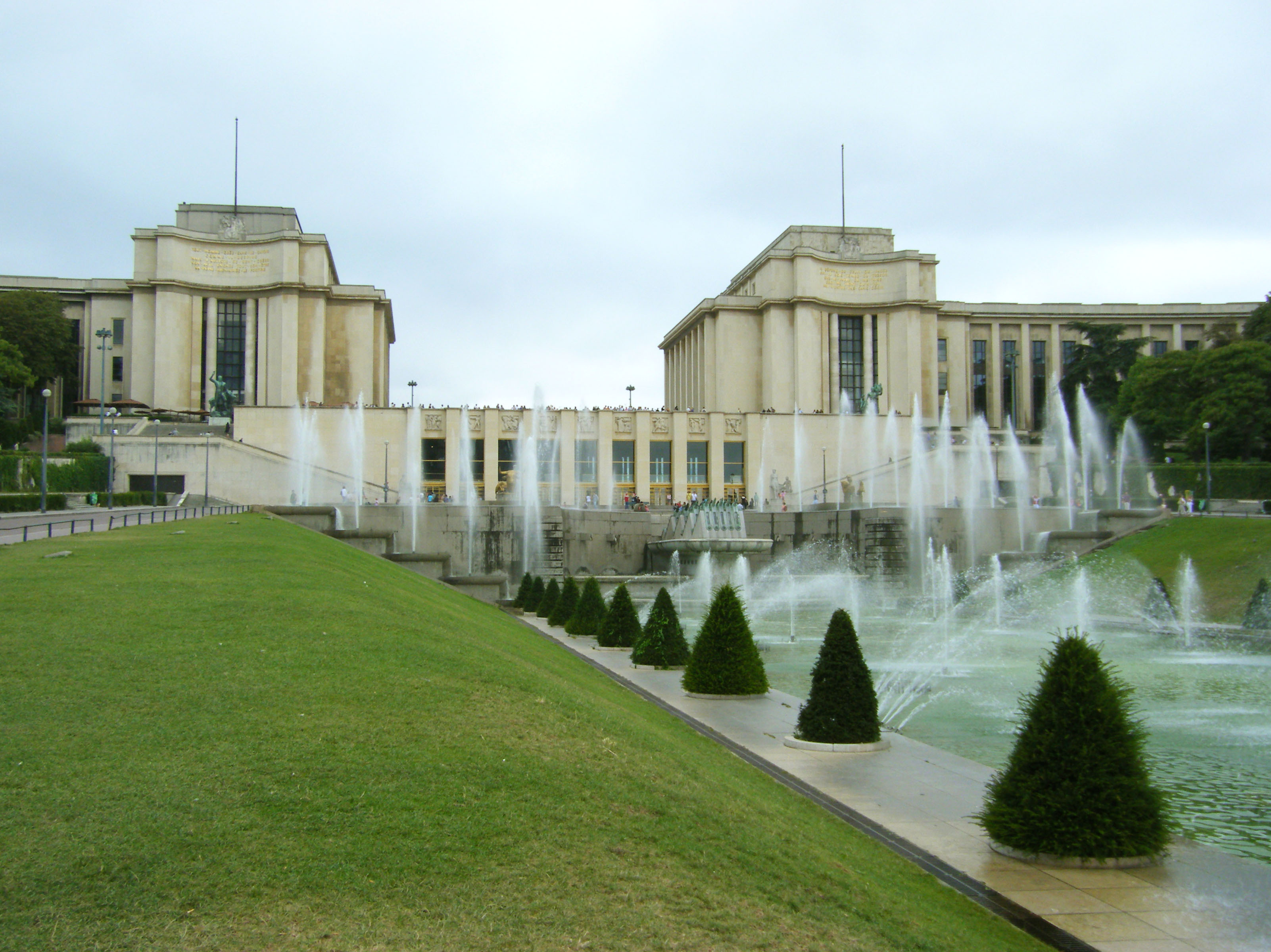
آب‌نمای ورشو, با پس‌زمینه کاخ شایو

کل سایت در گذشته بخشی از کاخ تروکادرو بود که توسط آدولف آلفاند برای نمایشگاه جهانی (۱۸۷۸) ساخته شده بود.
باغ فعلی با مساحت ۹۳.۹۳۰ متر مربع، برای نمایشگاه بین‌المللی هنرها و فنون در زندگی مدرن ساخته شد. این باغ توسط معمار فرانسوی، راجر هنری اکسپرت طراحی شده بود.
در پی اشغال پاریس در سال ۱۹۳۷، اردوهای آلمان نازی و اتحاد جماهیر شوروی طرف اشغال شده خود را در هرسوی باغ تروکادرو حصارکشی کردند.
این محدوده همچنین میزبانی آیین گشایش المپیک تابستانی ۲۰۲۴ را برگزار کرد.

## دسترسی‌ها
از نزدیکی این محدوده، ایستگاه‌های متروی پاریس، که به نام همین محل نام‌گذاری شده است (در ۴۸°۵۱′۳۹″ شمالی ۲°۱۷′۲۴″ شرقی / ۴۸٫۸۶۰۸۳°شمالی ۲٫۲۹۰۰۰°شرقی) در خط ۶ متروی پاریس و خط ۹ متروی پاریس وجود دارد.